# Parafia Matki Bożej Fatimskiej w Obrzębinie
Parafia Matki Bożej w Obrzębinie – rzymskokatolicka parafia położona w Muchlinie w centralnej części powiatu tureckiego. Administracyjnie należy do diecezji włocławskiej (dekanat turecki).
Funkcję proboszcza pełni ks. kan. Stanisław Nasiński.
Funkcje wikariusza parafii pełni ks. mgr Mateusz Michalski

## Zasięg parafii
Do parafii należą wierni z północnej części miasta Turek (ulice: Działkowa, Kaliska - część, Konińska, Krótka; osiedle Muchlin – Konopnickiej, Łączna, Miła, Południowa, Słowackiego, Spokojna, Wesoła, Zacisze, Zgodna, Zielona), a także miejscowości: Obrzębin, Albertów, Słodków, Słodków-Kolonię (I, II, III oraz działki z ulicami: Brzozowa, Bukowa, Cisowa, Jesionowa, Klonowa, Lipowa, Modrzewiowa, Topolowa), Budy Słodkowskie, Grabieniec, Piaski Muchlińskie, Wrząca i Deszno.